# دراگووو (بلغارستان)
دراگووو (به بلغاری: Dragovo) یک منطقهٔ مسکونی در بلغارستان است که در استان بورگاس واقع شده‌است.